# NGC 3132
NGC 3132 (také známá jako Eight-Burst Nebula nebo Caldwell 74) je planetární mlhovina v souhvězdí Plachet. Objevil ji anglický astronom John Herschel v roce 1835. 

## Pozorování

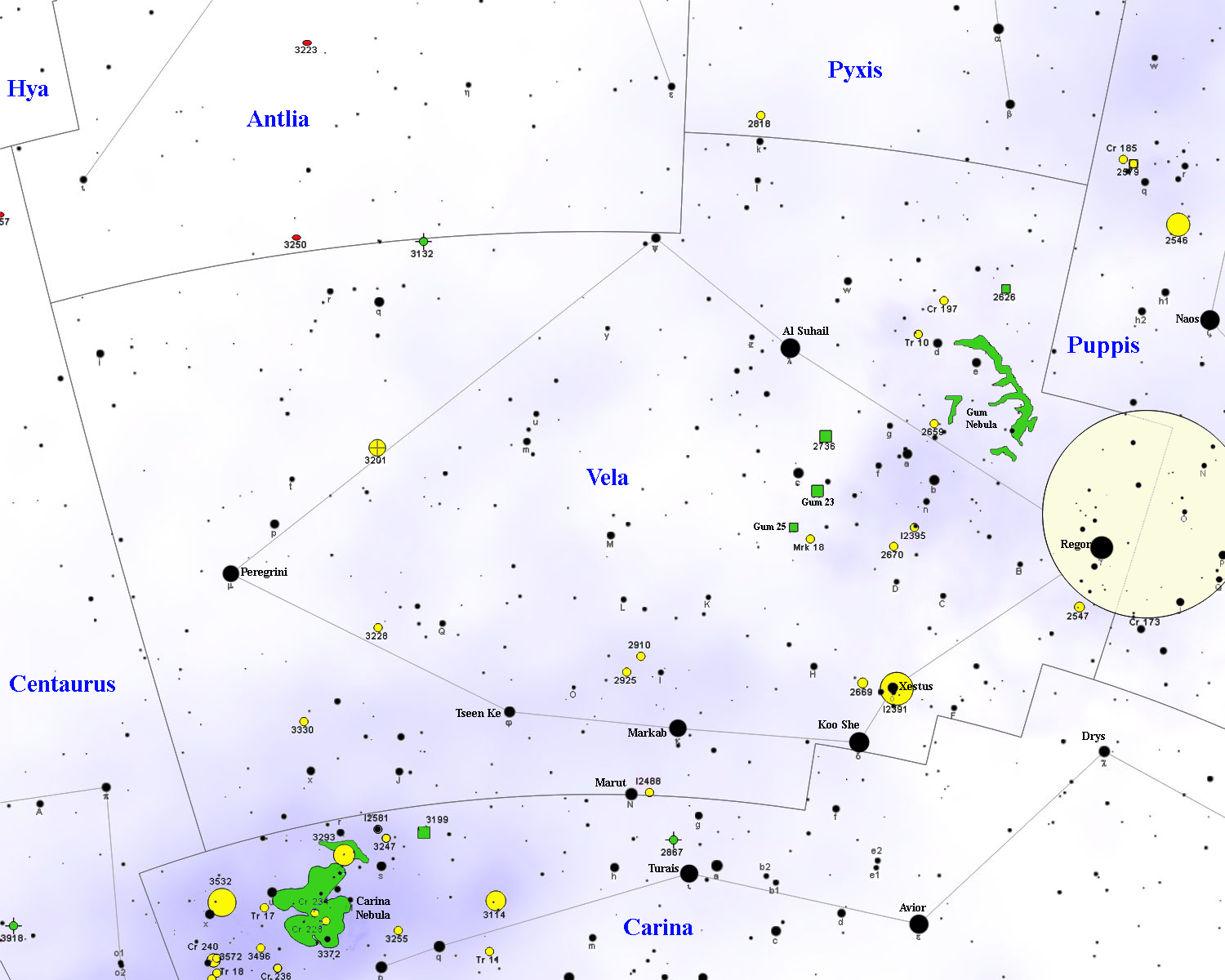
Poloha NGC 3132 v souhvězdí Plachet

Na obloze se nachází v severní části souhvězdí u hranice se souhvězdím Vývěvy, 2 stupně severozápadně od hvězdy HD 88955 (q Velorum). 6 stupňů jižně od mlhoviny se nachází kulová hvězdokupa NGC 3201.

## Vlastnosti
Snímky NGC 3132 ukazují uprostřed mlhoviny dvě blízké hvězdy s magnitudami 10 a 16. Centrální hvězdou je ta slabší z nich. Je to bílý trpaslík, horká hvězda s teplotou kolem 100 000 K, která odvrhla svoje vnější vrstvy a svým silným ultrafialovým zářením způsobuje, že okolní mlhovina jasně světélkuje.